# Penthouse (appartement)

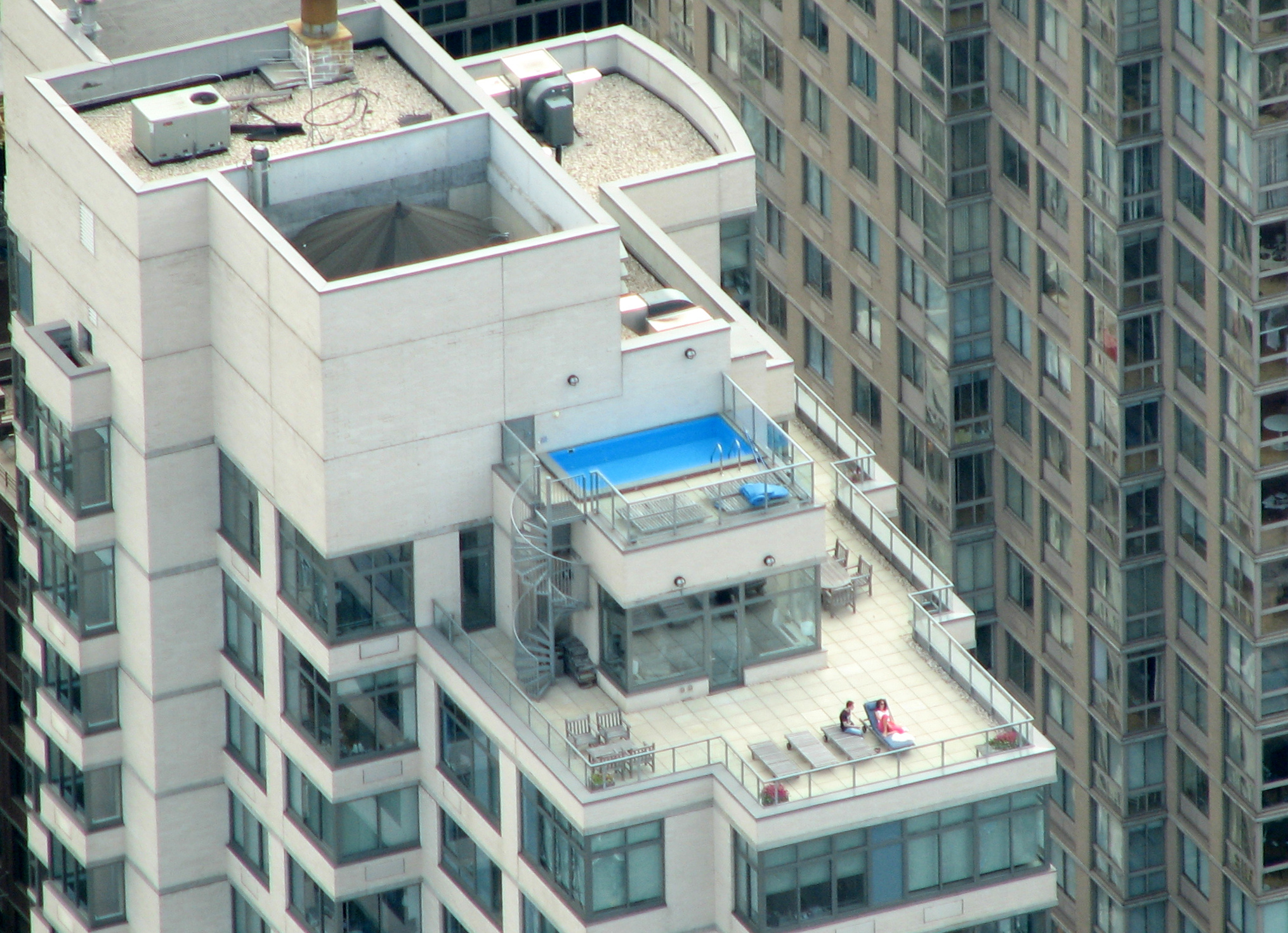
Penthouse met zwembad in New York

Een penthouse, of dakappartement, is een niet vrijstaande woning op de bovenste verdieping van een flatgebouw of appartementencomplex. Soms heeft het meerdere verdiepingen.

## Geschiedenis
Het concept van het penthouse ontstond tijdens de voorspoedige jaren 20 in de 20e eeuw. Vooral in New York kwam dit type huis op. Ook vandaag de dag zijn in New York nog steeds veel penthouses te vinden. Door de beurskrach en de Tweede Wereldoorlog raakte het concept in de jaren 30 en 40 een beetje in de vergetelheid. Echter vanaf de jaren 50 kwam het penthouse weer terug in de architectuur. Penthouses werden in de jaren 50, in de wederopbouwarchitectuur, erg vaak toegepast. Er werd in deze periode zeer veel hoogbouw met luxueuze en exclusieve penthouses gebouwd. Ook in de 21e eeuw worden veel penthouses gebouwd.

## Ontwerp
Een penthouse is meestal een luxewoning en kan soms zelfs tientallen miljoenen kosten. Wat vaak te zien is bij penthouses is dat de vorm iets afwijkt van de rest van het gebouw. Hierdoor is het duidelijk herkenbaar. Er is soms ook een terras te vinden.

## Locatie
Penthouses zijn vrijwel alleen te vinden in het centrum van (middel)grote steden. Dit omdat hier de hoogbouw qua oppervlakte vaak groot genoeg is om een penthouse bovenop te situeren. Ook de makkelijke bereikbaarheid van voorzieningen als scholen, winkels en restaurants maken dit een aantrekkelijke locatie voor een penthouse.